# Bob Esponja, estás despedido
«Bob, estás despedido» (título alternativo como Bob Esponja, estás despedido y en el original: «SpongeBob, You're Fired») es un especial de televisión de la serie de televisión animada estadounidense Bob Esponja, que sirve como el undécimo episodio (noveno en Paramount+) de la novena temporada y el episodio 189 en general. Fue escrito por Marc Ceccarelli, Luke Brookshier y Mr. Lawrence (los dos primeros también actuaron como directores del guion gráfico), con el director supervisor Alan Smart y Tom Yasumi como directores de animación. Estrenada originalmente en Grecia el 3 de julio de 2013, se estrenó en Nickelodeon en Estados Unidos ese mismo año el 11 de noviembre. En este episodio, Bob Esponja es despedido de su trabajo en el Crustáceo Cascarudo después de que su jefe, Don Cangrejo, descubre que puede ahorrar cinco centavos dejándolo ir. Posteriormente, los intentos de Bob Esponja de postularse en otros restaurantes terminan en un fracaso humillante.
«Bob, estás despedido» se proyectó por primera vez en la Comic-Con Internacional de San Diego de 2013. Antes de transmitirse por televisión, el episodio creó un nivel de controversia por su descripción del desempleo. Finalmente provocó un debate político cuando Media Matters for America y Al Sharpton de MSNBC acusaron tanto al New York Post como a Fox News de utilizar el episodio «para criticar a los pobres que utilizan los servicios sociales». El estreno de «Bob Esponja, estás despedido» atrajo a 5,19 millones de espectadores, la mayor audiencia para un episodio de Bob Esponja en dos años desde «Frozen Face-Off» en julio de 2011.

## Trama
En el Crustáceo Cascarudo, el propietario, Don Cangrejo, despide a Bob Esponja de su puesto de cocinero para ahorrar cinco centavos, dejando a Bob Esponja sin trabajo. Patricio, el mejor amigo y vecino de Bob Esponja, le cuenta los beneficios de estar desempleado. Los dos tienen un día de «glorioso desempleo», pero termina cuando Bob Esponja se da cuenta de que necesita un trabajo. Durante los siguientes días, Bob Esponja intenta conseguir trabajo en un local de perritos calientes, una pizzería, una taquería y una casa de fideos asiáticos. Lo despiden cada vez por hacer comida con el tema de Cangreburgers, en lugar de lo que cada restaurante se especializa. Sin embargo, cuando las hamburguesas son un éxito entre los clientes, los desesperados gerentes del restaurante pelean entre sí para recuperarlo.
Llega una persona misteriosa disfrazada de Cangreburger, derrota a los gerentes del restaurante y lleva a Bob Esponja de regreso alCrustáceo Cascarudo. Se revela que la persona disfrazada de Cangreburger es Calamardo, quien le dice a Bob Esponja que el restaurante ha fracasado desde que Don Cangrejo despidió a Bob Esponja; tanto él como Don Cangrejo (quien declara que nunca debería haber dejado ir a Bob Esponja) le piden a Bob Esponja que vuelva a ser el cocinero. Una vez recuperada la confianza, Bob Esponja acepta con gusto su antiguo trabajo y trae de vuelta a todos los clientes, incluso a los gerentes de restaurantes que anteriormente se peleaban por él. Al final del episodio, Don Cangrejo instala un baño de pago cuyo uso cuesta cinco centavos, recuperando así el cinco centavos que perdió anteriormente al pagarle a Bob Esponja.

## Promoción
El 21 de julio de 2013, Tom Kenny presentó un evento llamado «SpongeCon 2013: The Year of the Fan» en la San Diego Comic-Con International 2013. El evento acogió el adelanto oficial y exclusivo de «Bob Esponja, estás despedido» y la proyección de los finalistas del concurso mundial de cortometrajes SpongeBob SquareShorts. Antes de la vista previa oficial, se presentó un adelanto del episodio en Nick Studio 10, presentado por Noah Grossman y Gabrielle «Gabby» Senn, el 10 de junio de 2013. Una «experta en Bob Esponja» llamada Sophia dijo que «lo impensable [le sucederá] a Bob Esponja [en este episodio]». Ella comentó que el episodio es «bastante secreto». En un artículo del New York Post del 30 de octubre de 2013, se informó por primera vez que «Bob, estás despedido» se emitiría en Nickelodeon en los Estados Unidos el 11 de noviembre de 2013.
Como parte de la campaña de marketing del episodio, Nickelodeon estrenó un juego en línea del mismo nombre. A partir del 6 de noviembre, los jugadores podrán visitar «nick.com/spongebob» para jugar. En el juego, los jugadores deben preparar con precisión los pedidos de los comensales mientras hacen malabarismos con el nivel de impaciencia de cada camarero para mantenerlos «lo más felices posible». Además, Nickelodeon publicó una colección llamada SpongeBob SquarePants: Get to Work! en iTunes. El 6 de noviembre, Nickelodeon estrenó el avance completo del episodio para obtener una mayor exposición. Ese mismo día, The Hollywood Reporter estrenó exclusivamente el teaser de 45 segundos. La fuente también lanzó por adelantado un avance exclusivo de 90 segundos del episodio, en el que Bob Esponja recibe el hacha de Mr. Krabs, el 4 de noviembre.

## Audiencia
«Bob, estás despedido» se emitió por primera vez en Nickelodeon (Grecia) el 3 de julio de 2013. En los Estados Unidos, se estrenó el 11 de noviembre. La emisión original del episodio en Estados Unidos en Nickelodeon generó la mayor audiencia para un episodio de Bob Esponja en dos años, con 5,186 millones de espectadores sintonizando en total. El episodio empató con Hostages de CBS, el «de peor desempeño», de los «Big Four» de la noche. Sin embargo, a través del cable, el programa superó a The Real Housewives of Beverly Hills (0,8 adultos), Teen Mom (0,7 adultos) y The Daily Show (0,6 adultos). La transmisión fue el segundo programa más visto entre todos los programas de cable del día (un concurso Monday Night Football entre los Miami Dolphins y los Tampa Bay Buccaneers en ESPN quedó primero).  El episodio superó a los de 2 a 11, 6 a 11 y 9 a 14 en la demografía de niños.

## Recepción y controversia
Desde su emisión inicial, «Bob Esponja, estás despedido» fue famoso por sus diálogos que hacían referencia al Programa Asistencial de Nutrición Suplementaria (beneficio de Cupones para Alimentos). En una escena del episodio, Patricio intenta mostrarle a Bob Esponja «los beneficios de estar desempleado», a lo que Bob Esponja responde: «El desempleo puede ser divertido para ti, pero necesito conseguir un trabajo». La escena estaba destinada a demostrar el «eterno optimismo y la voluntad del personaje principal de volver al trabajo... de una manera que aún sea divertida e identificable». Sin embargo, algunos activistas políticos afirmaron que la «notoria línea» era un «golpe» al beneficio de los Cupones para Alimentos. Un informe de The Hollywood Reporter alegó que el episodio pudo haber tenido una agenda política sobre la red de seguridad social. Añadió que «no es la primera vez que Bob Esponja se mete en los comentarios sociales, aunque normalmente, cuando lo hace, molesta a la derecha y apoya a la izquierda». The Hollywood Reporter citó los episodios anteriores «SpongeBob's Last Stand» y «Selling Out» por donde «se glorifica el ambientalismo» y «se demonizan las grandes empresas».
Según diversas fuentes, el argumento es «un símbolo de un clima económico duro». La trama finalmente provocó un debate político por su descripción del desempleo. Antes del estreno, el New York Post publicó un artículo sobre el episodio. Los críticos acusaron al autor, Andrea Morabito, de atacar a la «gente pobre» que depende de la ayuda del gobierno, refiriéndose a las personas que dependen de cupones de alimentos como «burlándose de los servicios sociales» y aplaudiendo a Bob Esponja por regresar rápidamente a un «empleo remunerado». Heather Nauert de Fox & Friends de Fox News declaró que «el duro clima económico ha afectado a la comunidad submarina», pero «en lugar de aprovechar los servicios sociales en Fondo de Bikini... Bob Esponja se propone volver a la fuerza laboral».
Después de que el New York Post y Fox News comentaran sobre el episodio, Media Matters for America, un grupo de vigilancia de los medios políticamente progresista, respondió. El grupo acusó a los medios de comunicación, ambos propiedad del magnate de los medios Rupert Murdoch, de utilizar el episodio «para criticar a los pobres que utilizan los servicios sociales». En respuesta a Fox News, Media Matters publicó inmediatamente un artículo en línea titulado «Los medios de comunicación de derecha utilizan el despido de Bob Esponja para atacar la red de seguridad social», argumentando que los dos «están utilizando el despido del personaje de dibujos animados ficticio Bob Esponja para atacar la red de seguridad social y a quienes dependen de ella». Media Matters «También me molesta particularmente [una] línea de la historia de The Post: "Para que no se quede sin hacer nada, aprovechando los servicios sociales de Fondo de Bikini, un Bob Esponja deprimido se propone regresar a un empleo remunerado dondequiera que pueda encontrarlo", reportera Andrea Morabito escribió. "No hay spoilers, pero es seguro decir que nuestro héroe no termina recibiendo cupones de alimentos, ya que sus habilidades para hacer hamburguesas resultan tener una gran demanda"».
El activista de derechos civiles y presentador de programas de entrevistas Al Sharpton de MSNBC comentó en el episodio del 31 de octubre de PoliticsNation que «La derecha encontró un nuevo héroe en su guerra contra los pobres [...] Bob Esponja. Así es. Bob Esponja [. ..] Entonces, una esponja que vive en una piña bajo el mar no necesita ayuda del gobierno. ¿Eso significa que nadie la necesita?».
Nickelodeon se negó a comentar sobre el problema provocado por el mensaje del episodio. Sin embargo, Russell Hicks de Nickelodeon dijo que el programa «aprovecha las noticias del momento, pero no abordó específicamente ninguna inclinación política o ideología dentro del episodio». En un comunicado, Hicks dijo: «Como todos los dibujos animados realmente geniales, parte del éxito duradero de Bob Esponja ha sido su capacidad para aprovechar el espíritu de la época sin dejar de ser realmente divertido para nuestra audiencia. Como siempre, a pesar de este revés momentáneo, prevalece el optimismo eterno de Bob Esponja, que siempre es un gran mensaje para todos».

## Comercialización
Nickelodeon y Random House lanzaron un libro basado en el episodio llamado You're Fired!. El libro está ilustrado por David Aikins y se publicó el 7 de enero de 2014. «Bob Esponja, estás despedido» fue lanzado en una compilación en DVD del mismo nombre el 29 de abril de 2014 por Nickelodeon y Paramount Home Entertainment. El DVD incluye el episodio en sí, «Neptune's Spatula», «Welcome to the Chum Bucket», «The Original Fry Cook», «Le Big Switch», «Model Sponge», «Employee of the Month», «Bossy Boots», «Krusty Dogs», «License to Milkshake», «Help Wanted», «Wet Painters», «Krusty Krab Training Video» y «Pizza Delivery», todos los cuales son episodios centrados en el Krusty Krab. El 10 de octubre de 2017, «Bob Esponja, estás despedido» fue lanzado en el DVD SpongeBob SquarePants: The Complete Ninth Season, junto con todos los episodios de la novena temporada.

### General
- Grossman, Noah; Senn, Gabrielle "Gabby" (10 de junio de 2013). Nickelodeon Animation Tour: SpongeBob Gets Fired?! (Video) (en inglés). Nickelodeon. Archivado desde el original el 4 de noviembre de 2013. Consultado el 2 de junio de 2024.

### Específicas
1. ↑  Grossman y Sean, 2013, 0:11–0:18.
2. 1 2 3 4 5  Suebsaeng, Asawin (5 de noviembre de 2012). «Former Gay Propagandist SpongeBob SquarePants Is Now a Conservative Darling». Mother Jones (en inglés). Archivado desde el original el 1 de diciembre de 2013. Consultado el 6 de noviembre de 2013.
3. 1 2 3  «Entertainment- Fox News Uses 'SpongeBob' Episode to Attack Poor People (Video)» (en inglés). U.S. Pro Cycling News. 31 de octubre de 2013. Archivado desde el original el 3 de noviembre de 2013. Consultado el 3 de noviembre de 2013.
4. 1 2 3 4 5 6 7  Groch-Begley, Hanna (31 de octubre de 2013). «Right-Wing Media Use SpongeBob SquarePants' Firing To Attack Social Safety Net» (en inglés). Media Matters for America. Archivado desde el original el 12 de diciembre de 2013. Consultado el 3 de noviembre de 2013.
5. 1 2  «MSNBC's Sharpton Ridicules Right-Wing Media For Using SpongeBob To Attack Social Safety Net» (en inglés). Media Matters for America. 31 de octubre de 2013. Archivado desde el original el 3 de diciembre de 2013. Consultado el 6 de noviembre de 2013.
6. 1 2  «PoliticsNation: SpongeBob and the poor» (en inglés). MSNBC. 31 de octubre de 2013. Archivado desde el original el 3 de diciembre de 2013. Consultado el 6 de noviembre de 2013.
7. ↑  Bibel, Sara (12 de noviembre de 2013). «Monday Cable Ratings: Monday Night Football Wins Night, Love & Hip Hop, WWE Raw, Real Housewives of Beverly Hills & More». TV by the Numbers (en inglés). Zap2it. Archivado desde el original el 12 de noviembre de 2013. Consultado el 12 de noviembre de 2013.
8. ↑  «Comic-Con 2013 schedule: See what's happening Sunday» (en inglés). Vogue Entertainment Group. 7 de julio de 2013. Archivado desde el original el 4 de noviembre de 2013. Consultado el 22 de julio de 2013.
9. ↑  Napier, Jim (16 de julio de 2013). «Nickelodeon Announces Comic-Con Schedule» (en inglés). ScreenInvasion.com. Archivado desde el original el 4 de noviembre de 2013. Consultado el 22 de julio de 2013.
10. ↑  Bryne, Craig (7 de julio de 2013). «Comic-Con Sunday TV Programs To Include Supernatural, Doctor Who & More» (en inglés). Ksite TV. Archivado desde el original el 9 de julio de 2013. Consultado el 22 de julio de 2013.
11. ↑  Amidi, Amid (9 de julio de 2013). «Your Guide to Animation Events at San Diego Comic-Con (Days 3 and 4)». Cartoon Brew (en inglés). Archivado desde el original el 21 de julio de 2013. Consultado el 22 de julio de 2013.
12. ↑  «SpongeCon 2013: The Year of the Fan» (en inglés). ComicCon2013. Archivado desde el original el 22 de agosto de 2013. Consultado el 22 de julio de 2013.
13. ↑  «Comic-Con 2013: Day 4 Schedule» (en inglés). Deadline.com. 7 de julio de 2013. Archivado desde el original el 23 de septiembre de 2021. Consultado el 22 de julio de 2013.
14. ↑  Brooks, Tamara (15 de julio de 2013). «Nickelodeon Panels & Signings at SDCC '13» (en inglés). MisfitsOfSciFi.com. Archivado desde el original el 15 de octubre de 2013. Consultado el 15 de julio de 2013.
15. ↑  «Nickelodeon at Comic-Con 2013» (en inglés). San Diego Comic-Con. 15 de julio de 2013. Archivado desde el original el 3 de noviembre de 2013. Consultado el 23 de julio de 2013.
16. ↑  Grossman y Sean, 2013.
17. ↑  Grossman y Sean, 2013, 0:19–0:21.
18. ↑  Grossman y Sean, 2013, 1:09–1:11.
19. ↑  Morabito, Andrea (30 de octubre de 2013). «SpongeBob fired in harsh underwater economy». New York Post (en inglés). Archivado desde el original el 3 de noviembre de 2013. Consultado el 3 de noviembre de 2013.
20. ↑  Chumley, Cheryl K. (31 de octubre de 2013). «You're fired: SpongeBob SquarePants gets taste of economy». The Washington Times (en inglés). Archivado desde el original el 1 de noviembre de 2013. Consultado el 3 de noviembre de 2013.
21. ↑  Liu, Ed (6 de noviembre de 2013). «PR: "SpongeBob, You're Fired!" Debuts November 11, 2013, on Nickelodeon». Toon Zone (en inglés). Archivado desde el original el 17 de diciembre de 2013. Consultado el 8 de noviembre de 2013.
22. ↑  Beck, Jerry (5 de noviembre de 2013). «Spongebob, You're Fired!» (en inglés). IndieWire. Archivado desde el original el 3 de diciembre de 2013. Consultado el 8 de noviembre de 2013.
23. 1 2  Ng, Philinia (6 de noviembre de 2013). «'SpongeBob SquarePants': Nickelodeon Debuts 'You're Fired!' Trailer (Exclusive Video)». The Hollywood Reporter (en inglés). Archivado desde el original el 8 de noviembre de 2013. Consultado el 8 de noviembre de 2013.
24. 1 2 3 4 5 6  Bond, Paul (4 de noviembre de 2013). «SpongeBob's Firing Sparks Political Debate (Exclusive Video)». The Hollywood Reporter (en inglés). Archivado desde el original el 28 de mayo de 2023. Consultado el 5 de noviembre de 2013.
25. 1 2  Weisman, Jon (12 de noviembre de 2013). «'SpongeBob' Loses Job, Earns Big Ratings for Nickelodeon». Variety (en inglés). Archivado desde el original el 17 de noviembre de 2013. Consultado el 12 de noviembre de 2013.
26. 1 2 3 4  O'Connell, Michael (12 de noviembre de 2013). «TV Ratings: A Lot of Adults Watched Monday's 'SpongeBob SquarePants'». The Hollywood Reporter (en inglés). Archivado desde el original el 13 de noviembre de 2013. Consultado el 13 de noviembre de 2013.
27. 1 2  Bibel, Sara (12 de noviembre de 2013). «Monday Cable Ratings: Monday Night Football Wins Night, Love & Hip Hop, WWE Raw, Real Housewives of Beverly Hills & More». TV by the Numbers (en inglés). Zap2it. Archivado desde el original el 12 de noviembre de 2013. Consultado el 12 de noviembre de 2013.
28. 1 2  «SpongeBob SquarePants Fired, Sparks Political Debate [Video]». The Inquisitr (en inglés). 5 de noviembre de 2013. Archivado desde el original el 3 de diciembre de 2013. Consultado el 6 de noviembre de 2013.
29. 1 2  «SpongeBob gets fired, prompts political debate about food stamps» (en inglés). MSN. Archivado desde el original el 7 de noviembre de 2013. Consultado el 6 de noviembre de 2013.
30. 1 2  McCalmont, Lucy (5 de noviembre de 2013). «Jobless SpongeBob nets fans on right». Politico (en inglés). Archivado desde el original el 3 de diciembre de 2013. Consultado el 6 de noviembre de 2013.
31. ↑  «SpongeBob SquarePants ignites real-life media firestorm over social services after losing his job at the Krusty Crab». National Post (en inglés). 5 de noviembre de 2013. Archivado desde el original el 23 de septiembre de 2021. Consultado el 6 de noviembre de 2013.
32. ↑  Weisman, Aly (4 de noviembre de 2013). «SpongeBob Gets Fired From His Job Amid 'Harsh Underwater Economy' And Sparks A Real-Life Political Debate». Houston Chronicle (en inglés). Archivado desde el original el 9 de diciembre de 2013. Consultado el 5 de noviembre de 2013.
33. ↑  «SpongeBob Gets Fired From His Job Amid 'Harsh Underwater Economy' And Sparks A Real-Life Political Debate». San Francisco Chronicle (en inglés). 4 de noviembre de 2013. Archivado desde el original el 6 de noviembre de 2014. Consultado el 6 de noviembre de 2013.
34. ↑  Weisman, Aly (4 de noviembre de 2013). «SpongeBob Gets Fired From His Job Amid 'Harsh Underwater Economy' And Sparks A Real-Life Political Debate». Seattle Post-Intelligencer (en inglés). Archivado desde el original el 5 de noviembre de 2013. Consultado el 5 de noviembre de 2013.
35. ↑  «Hannah Groch-Begley: Right-Wing Media Use SpongeBob SquarePants' Firing To Attack Social Safety Net» (en inglés). ThisNY.com. 31 de octubre de 2013. Archivado desde el original el 4 de noviembre de 2013. Consultado el 3 de noviembre de 2013.
36. ↑  Feldman, Josh (5 de noviembre de 2013). «Who's Not Collecting Welfare Under the Sea? Spongebob Squarepants!» (en inglés). Mediaite. Archivado desde el original el 6 de noviembre de 2013. Consultado el 6 de noviembre de 2013.
37. ↑  «You're Fired! (SpongeBob SquarePants)» (en inglés). Random House. Archivado desde el original el 3 de diciembre de 2013. Consultado el 6 de noviembre de 2013.
38. ↑  «You're Fired! (spongebob Squarepants)» (en inglés). Indigo. Archivado desde el original el 3 de diciembre de 2013. Consultado el 6 de noviembre de 2013.
39. ↑  Lambert, David (28 de enero de 2014). «SpongeBob SquarePants-Time to Hang Up His Spatula: 'SpongeBob, You're Fired!' on DVD» (en inglés). TVShowsOnDVD.com. Archivado desde el original el 8 de marzo de 2014. Consultado el 8 de marzo de 2014.
40. ↑  «SpongeBob SquarePants DVD news: Announcement for Season 9 | TVShowsOnDVD.com» (en inglés). TVSowsOnDVD.com. Archivado desde el original el 26 de julio de 2017. Consultado el 25 de julio de 2017.